# 牟禮神社
牟禮神社（むれじんじゃ、簡体字：牟礼神社）は、大阪府茨木市にある神社。式内社で、旧社格は村社。

## 祭神
- 建速素盞鳴尊 （たてはやすさのおのみこと）
- 天児屋根命 （あめのこやねのみこと）

## 歴史
平安時代中期の『延喜式神名帳』には「摂津国島下郡 牟礼神社」と記載され、式内社に列している。
『古事記』垂仁天皇の段に「御子大中津日子命者牟礼之別祖也」とあり、元は牟礼豪族の祖・大中津日子命（おおなかつひこのみこと）を祀っていたという説がある。しかしながら織田信長の社寺焼き払いを免れるため、祭神を信長の敬う牛頭天王と春日神であると偽ったのがそのままとなったという。
宝永元年（1704年）、牟礼集落より中村集落に返された。
明治5年（1872年）、近代社格制度において村社に列した。
昭和14年（1939年）、安威川の改修で現在地に移転。昭和15年（1940年）、慶長11年（1606年）に片桐且元の建築した生國魂神社の末社・北向八幡宮の建物を譲り受け、社殿とした。昭和54年（1979年）には本殿が修復された。

## 境内

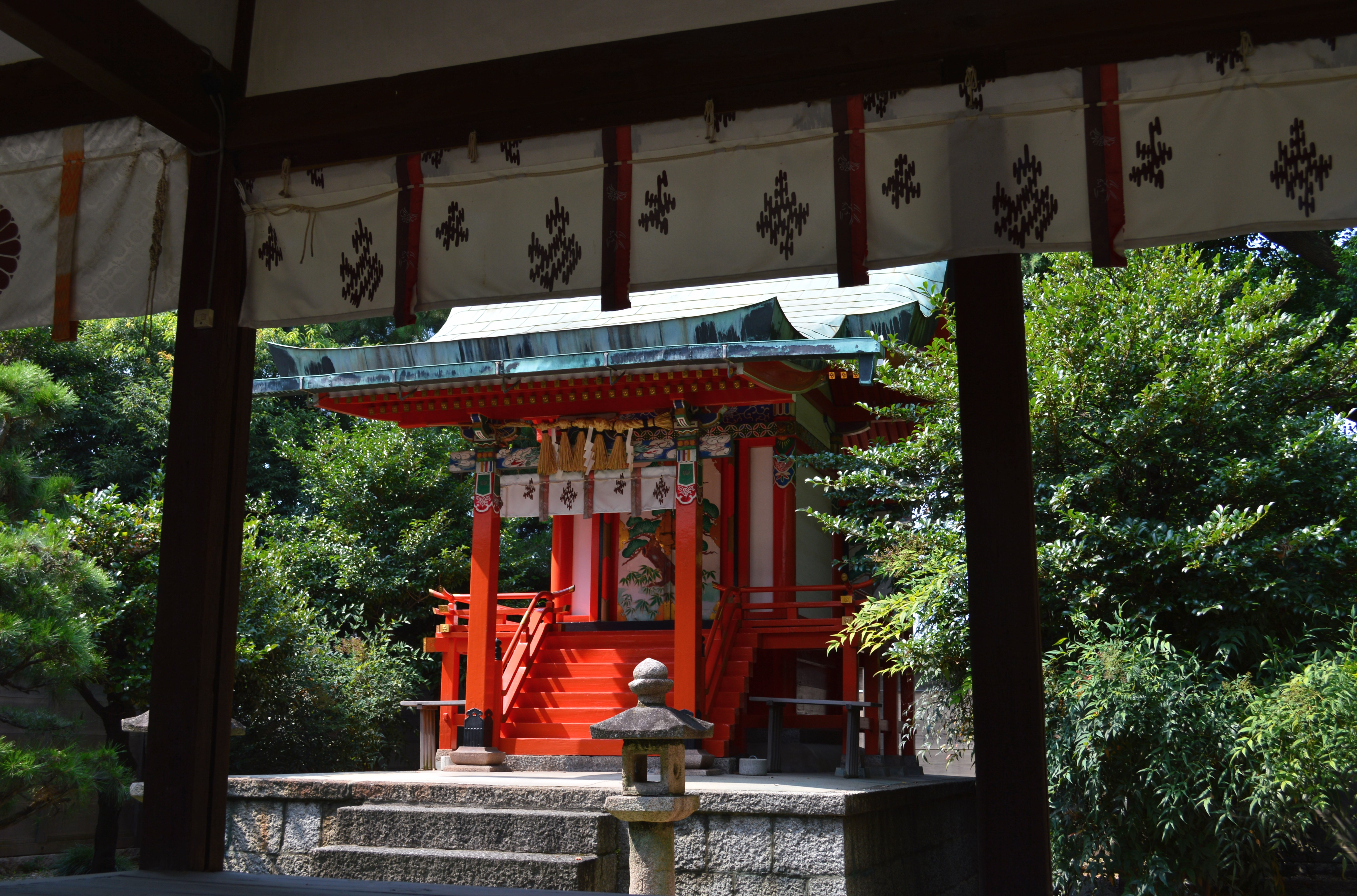
本殿
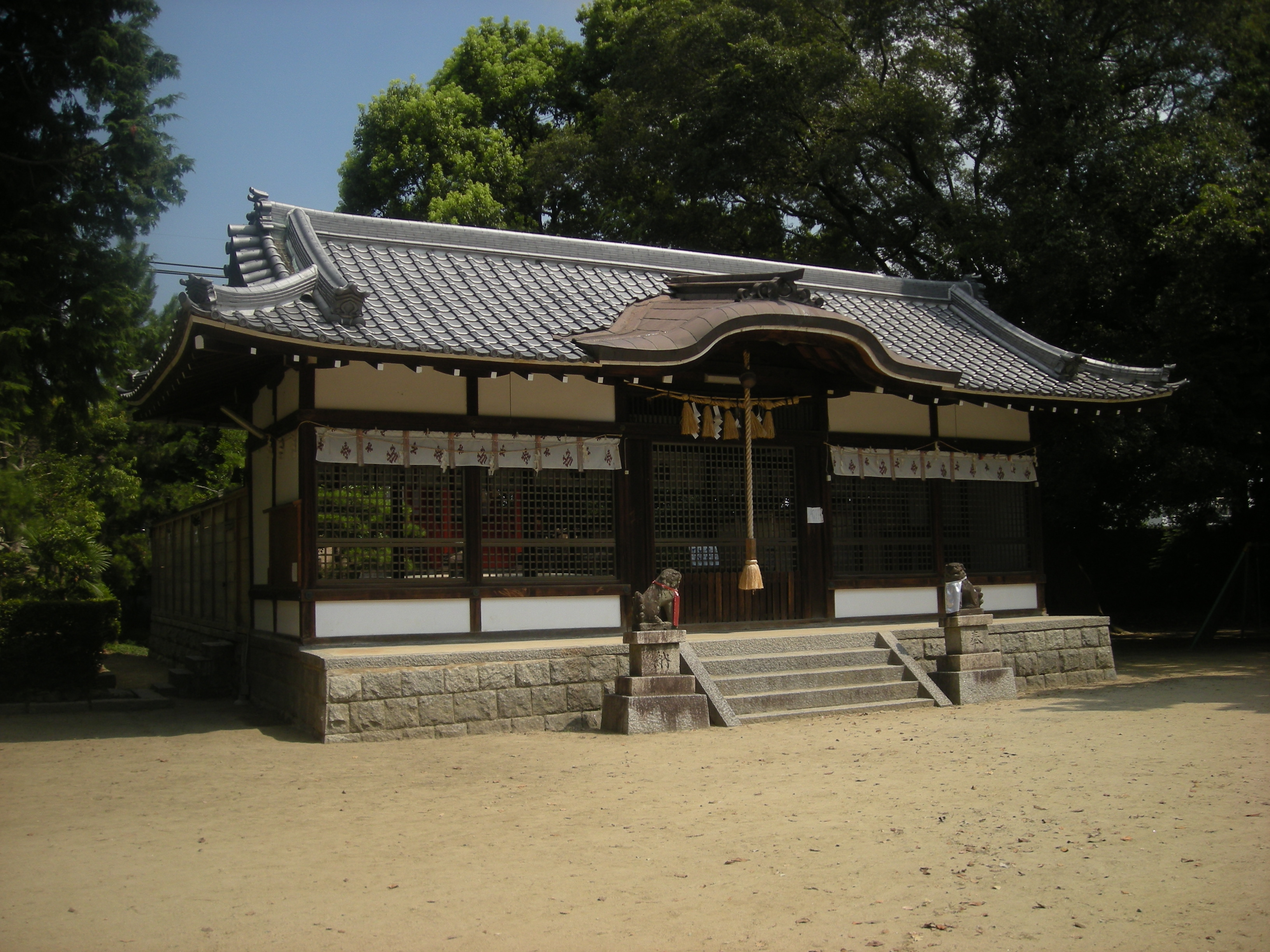
拝殿

なお、他に境内社はない。

## 現地情報
所在地
- 大阪府茨木市中村町5-7

交通アクセス
- 最寄駅：阪急京都本線 茨木市駅 （徒歩約15分）